# Walter Richard Evans
Walter Richard Evans (15 de janeiro de 1920 — 10 de julho de 1999) foi um especialista em teoria de controle estadunidense.